# Paul Monette
Paul Landry Monette  (16 de outubro de 1945 - 10 de fevereiro de 1995) foi um autor americano, poeta e ativista, que ficou conhecido pelos seus ensaios sobre as relações gay. 

## Biografia
Monette nasceu em Lawrence, Massachusetts e estudou na Phillips Academy (1963) e na Universidade de Yale (1967). Com problemas com a sua identidade sexual, mudou-se para Boston, Massachusetts, onde foi professor de escrita e literatura na Milton Academy durante alguns anos antes de se mudar em 1978 para West Hollywood, um bairro de Los Angeles que tem uma grande população de gays,, com seu parceiro, o advogado Roger Horwitz. O livro mais aclamado de Monette, Borrowed Time,  narra a luta e a morte de Horwitz com SIDA.  O seu livro de memórias de 1992, Becoming a Man: Half a Life Story,  fala da sua vida no armário antes do seu coming out, culminando no momento em que conheceu Horwitz, em 1974.  Becoming a Man  ganhou o National Book Award de 1992 na categoria de não-ficção. 
Monette também escreveu romances baseados nos filmes Nosferatu, o Vampiro  (1979), Scarface  (1983), Predador  (1987) e Midnight Run  (1988).
Os últimos anos Monette, antes da sua morte também com SIDA, são narradas no filme com o seu nome, Paul Monette: On the Brink of Summer's End  por Monte Bramer e Klainberg Lesli.   "Perto do final da sua vida, Monette já tinha conseguido sarar a maior partes das suas feridas psíquicas, mas a sua raiva persistiu". 
Monette morreu em Los Angeles, Califórnia, onde viveu  os últimos cinco anos de vida com oseu companheiro, Winston Wilde.  O seu pai, Paul Monette Sr., e o seu irmão, Robert Monette, são os administradores da Fundação Monette Horwitz Monette 